# Bhavabhuti
Bhavabhuti est un écrivain de théâtre et de poésie en sanskrit de l'Inde du VIIIe siècle. Il est très reconnu aujourd'hui. Il serait né dans le district de Gondia dans l'état du Maharastra et a composé ses pièces et ses poèmes sur les bords du Yamuna, à Kalpi. Ses trois pièces les plus fameuses sont des drames, le Malatimadhava (L'Histoire de Malati et Madhava), le Mahaviracharita (Les aventures de Râma) et l’Uttararamacharita (Les aventures plus tardives de Râma).